# Стахура, Эдвард
Эдвард Стаху́ра (пол. Edward Stachura, 18 августа 1937, Шарвьё-Шаваньё, Изер, Франция — 24 июля 1979, Варшава, ПНР) — польский поэт, прозаик и переводчик.

## Биография и творчество
Эдвард Стахура родился в семье польских эмигрантов в Шарвье (поэт также упомянул Пон-де-Шеруи и Ревей как место своего рождения), в департаменте Изер, в регионе Рона-Альпы (восточная Франция). Второй ребёнок Станислава и Ядвиги Стахуры. Крещен именем Ежи Эдвард (Эдвардом Ежи он стал только в Польше). Родители Стахуры уехали во Францию в поиске работы. Они прожили там 26 лет, в том числе первые 6 лет скитались по стране, ища работу. Стахура с раннего возраста проявлял талант к рисованию. Мама вспоминает, что ещё во Франции Эдвард и его друг расписывали стены ближайшего кафе, радуя постоянных посетителей. Стахура изучал польский язык во Франции, в польской школе, которую он посещал по четвергам (выходной день). Семья вернулась в Польшу в ноябре 1948 года. Они поселились в Лазенце, где мать унаследовала от родителей дом и участок земли. Детство, проведенное во Франции, и изучение французского языка оказали большое влияние на язык и стиль будущего поэта.
11-летний Стахура начал свое образование в начальной школе № 2 в Александрове Куявском. Он был средним учеником. Сначала у него были проблемы с польским языком, но он наверстал упущенное. Окончил начальную школу в 1952 году и поступил в лицей, который посещал до 1955 года. Его любимым занятием было вскакивание на ходу в вагон электрички, чтобы быстрее возвратиться домой. Стахура начал писать в возрасте 17 лет. Причиной этому была ситуация в школе (согласно его словам): с ним учился юноша, который писал стихи, но над ним смеялись одноклассники. Стахура, желая поддержать его и принять на себя часть издевательств, тоже начал писать стихи. Уже учась в лицее, он планировал изучать электронику, но пробудившиеся литературно-художественные способности привели к смене его жизненных планов. Стахура конфликтовал с отцом и часто убегал из дома. Ночи проводил у своей тети, которая жила поблизости. Семья быстро признала его неудачником, особенно после того, как он изменил планы в отношении учёбы и карьеры. Конфликт с отцом повлиял на формирование личности поэта. Он перешел в школу-интернат в Гдыне, окончил её с низкими оценками по польскому языку, из-за чего не был принят в Высшую школу изящных искусств в Гданьске-Сопоте. Не сумев осуществить задуманное, он вернулся в Александрув, где ему пришлось зарабатывать на жизнь. Он работал в садоводческом кооперативе, упаковывал ящики, занимался работой по дому — ходил за водой и за дровами. Его конфликт с отцом продолжался. Стахура начал учёбу в 1957/58 учебном году в Католическом университете в Люблине на гуманитарном факультете. Дела у него шли плохо: не получил ни места в общежитии, ни стипендии. Ему доводилось ночевать на вокзале и попрошайничать. И только после двух месяцев стараний он на законных основаниях мог поселиться в студенческом общежитии. 26 июня 1965 года получил степень магистра романской филологии. Сдал магистерский экзамен с хорошим результатом.
Дебютом Стахуры в печати считается публикация двух стихотворений (Metamorfoza и Odnalazły się marzenia) (Метаморфоза и Нашлись мечты…) в гданьском двухнедельнике «Внимание» (Uwaga) в 1956 году. Книжным дебютом Стахуры стал сборник рассказов Jeden dzień (Один день). После публикации автор подал заявление о приеме в Союз польских писателей. «Добрый дикарь» — так Яцек Лукасевич назвал рецензию на Один день в журнале «Одра». Главный герой его прозы предстает отчужденным человеком, ощущающим конфликт между свободой личности и ограничениями, налагаемыми культурой. В этом проявились философские наклонности автора. Важным этапом в литературной биографии Стахуры было его пребывание под Глогувом. В январе 1967 года писатель приехал в гмину Котля. Его пригласил его друг Ян Чопик-Лежаховский. Он много раз бывал в Котле, чаще всего с женой Зитой. О пребывании поэта под Глогувом в следующем году свидетельствует отправленная им открытка 25 марта 1968 года. Он жил в доме в Гроховице, где писал об окрестных лесах. Пребывание в Котле и его окрестностях дало писателю множество наблюдений, которые впоследствии были использованы в романе «Секерезада, или Зима лесных людей». Он делал наброски для будущего романа — записывал идеи и отрывки из бесед лесорубов, набрасывал первые варианты описаний и размышлений и планировал дальнейшие подготовительные мероприятия. В 1969 году он стал лауреатом Премии имени Станислава Пентака за сборник стихов Po ogrodzie niech hula szarańcza (Пусть носится по саду саранча). В 1972 году сыграл возвращающегося в страну туриста в художественном фильме «Rewizja Osobista» («Личный досмотр»).
5 апреля 1962 года Стахура женился на Зите Анне Бартковской, студентке Варшавского университета, пишущей под псевдонимом Зита Орышин. В тот период жизни Стахура ещё испытывал материальные трудности.

## Смерть
Эдвард Стахура покончил жизнь самоубийством в своей квартире в многоквартирном доме на ул. Рембковской 1 в варшавском районе Прага-Полудне. За четыре месяца до этого, 3 апреля 1979 года, Стахура, вероятно, уже пытался покончить жизнь самоубийством (бросился под встречную электричку, в результате чего потерял четыре пальца правой руки). После этого несчастного случая он лечился в психиатрической больнице «Древница» в Зомбках под Варшавой с диагнозом «бредово-галлюцинаторный синдром» или «депрессивно-бредовый психоз». Вполне вероятно, что он страдал биполярным расстройством. За несколько месяцев до смерти он вел дневник «Pogodzić się ze światem». 20 июля 1979 г. вернулся на лечение в больницу «Древница». Но на следующий день уехал без ведома персонала. 24 июля 1979 года после злоупотребления психотропными препаратами он безуспешно пытался перерезать себе вены ножом, затем повесился на веревке, прикрепленной к крюку в потолке.
В своем творчестве Стахура использовал различные литературные формы: стихи, сочетание поэтической, рефлексивной и повествовательной прозы. Его привлекали жанры баллад и сказок, а также выступления на авторских вечерах, где он играл на гитаре и пел собственные тексты. В творчестве наблюдается драматический конфликт между естественной потребностью утверждать жизнь, природу, человека и элементарные этические ценности и чувством отчуждения, экзистенциального страха и отвращения к современной цивилизации, ставящей перед человеком унифицированные стандарты, ограничивающие свободу личности.

## Произведения

### Прижизненные издания
- Jeden dzień (1962, рассказы)
- Dużo ognia (1963, стихотворения)
- Falując na wietrze (1966, рассказы)
- Przystępuję do ciebie (1968, поэма)
- Po ogrodzie niech hula szarańcza (1968, поэма)
- Cała jaskrawość (1969, роман)
- Siekierezada albo zima leśnych ludzi (1971, роман, экранизирован в 1985)
- Piosenki (1973, песни)
- Zbieg okoliczności łagodzących (1974, стихотворения)
- Piosenki (1974, песни)
- Kropka nad ypsilonem (1975, стихотворения)
- Wszystko jest poezja. Opowieść — rzeka. (1975, эссе, статьи, заметки)
- Się (1977, рассказы)
- Opowiadania (1977, избранные рассказы
- Missa pagana (1978, стихотворения)
- Dużo ognia i tak dalej (1978, стихотворения)
- Fabula rasa (1979, проза)
- Oto (1979, проза)
- Owoc (1979, стихотворения)

### Посмертные издания
- Poezje wybrane (1980)
- Poezja i proza (1982)
- Wiersze wybrane (1982)
- Wybór wierszy (1982)
- Taki wieczór choć rano (1988)
- Postscriptum (1990)
- Listy do pisarzy (2006, письма писателям)
- Moje wielkie świętowanie (2007, проза)

## Публикации на русском языке
- Поток времени// Польский рассказ. М.: Молодая гвардия, 1974
- [Стихотворения]// Новая Польша, 2003, № 12
- Где бы ты ни был. М.: Вахазар, 2007